# Sant Antoni de Portmany

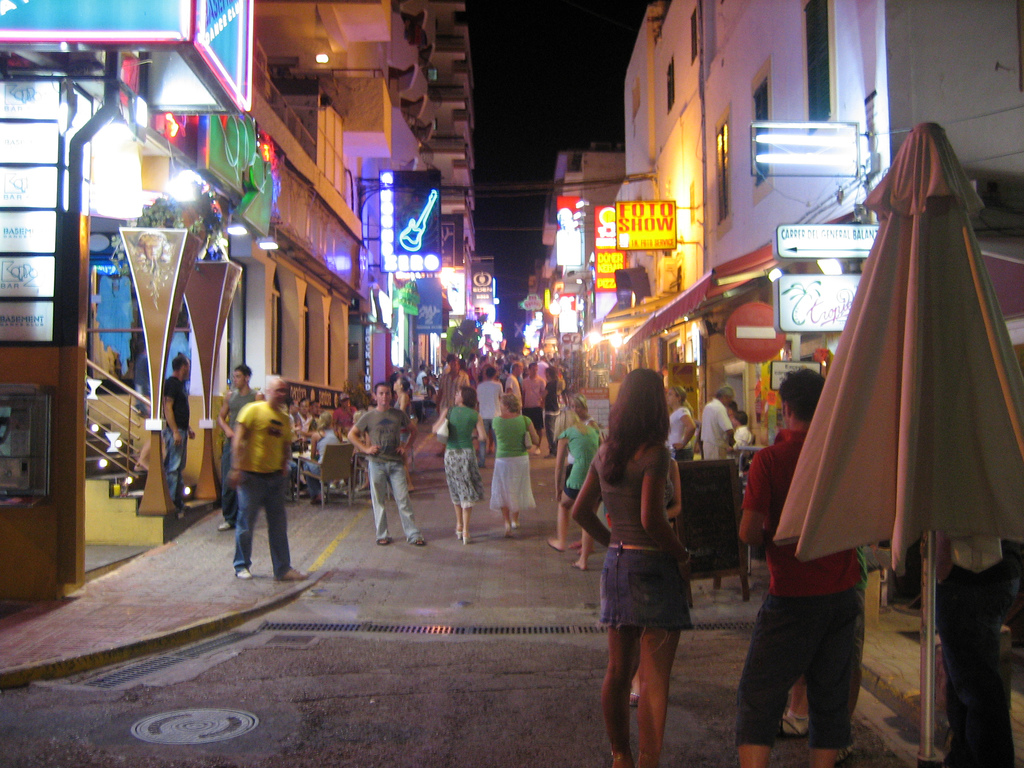
Sant Antoni de Portmany (2006).

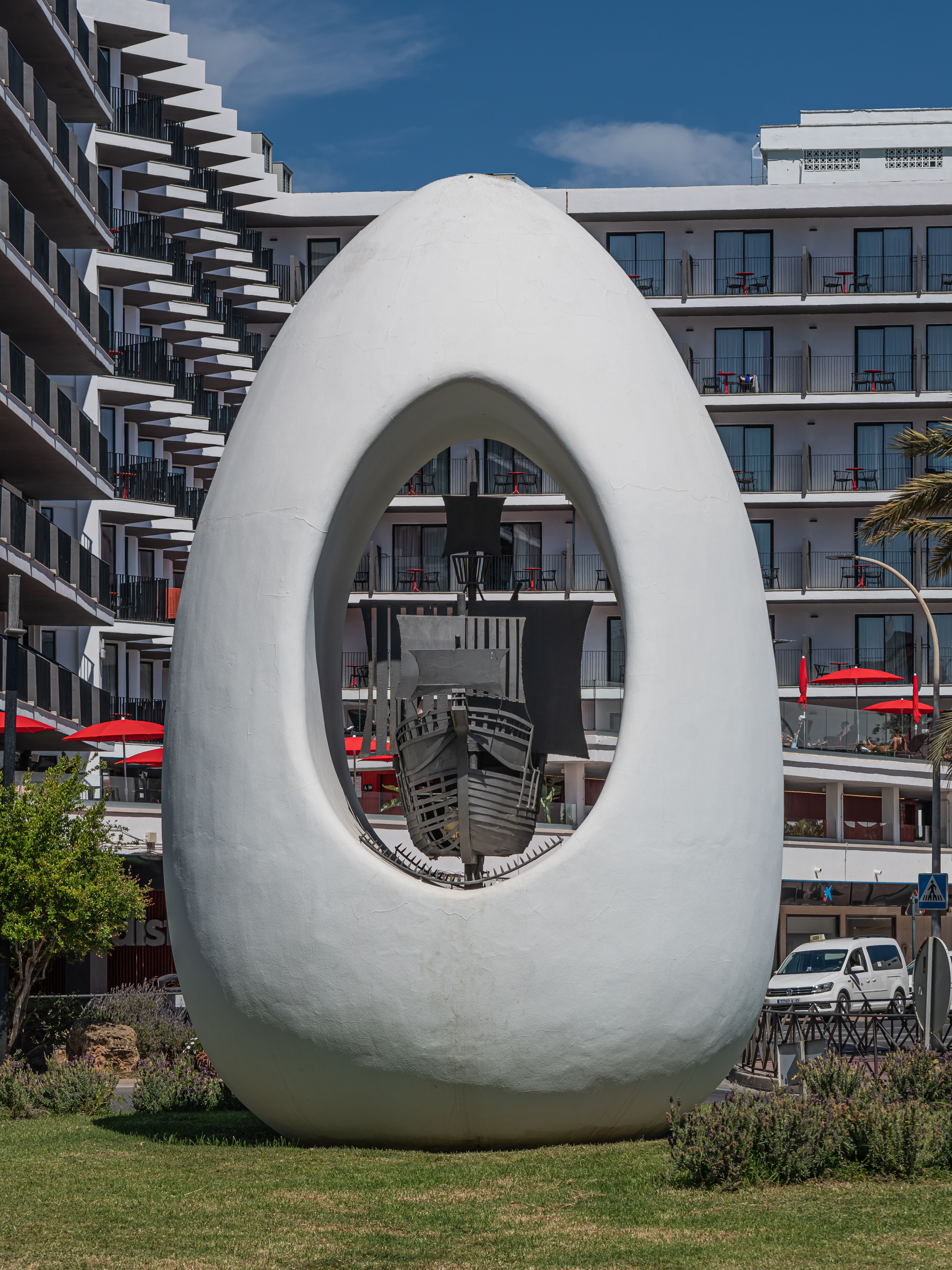
Monument över upptäckten av Amerika i form av ett ägg i Sant Antoni de Portmany, Ibiza, Spanien.

Sant Antoni de Portmany (katalanska: Sant Antoni De Portmany) är en kommun och stad i Spanien.   Den ligger i den autonoma regionen Balearerna i östra delen av landet. Antalet invånare är 28 609 (2024).  Sant Antoni de Portmany ligger på ön Ibiza.
I kommunen ligger Café del Mar, öppnat 1980.